# St. Michael (Großrinderfeld)

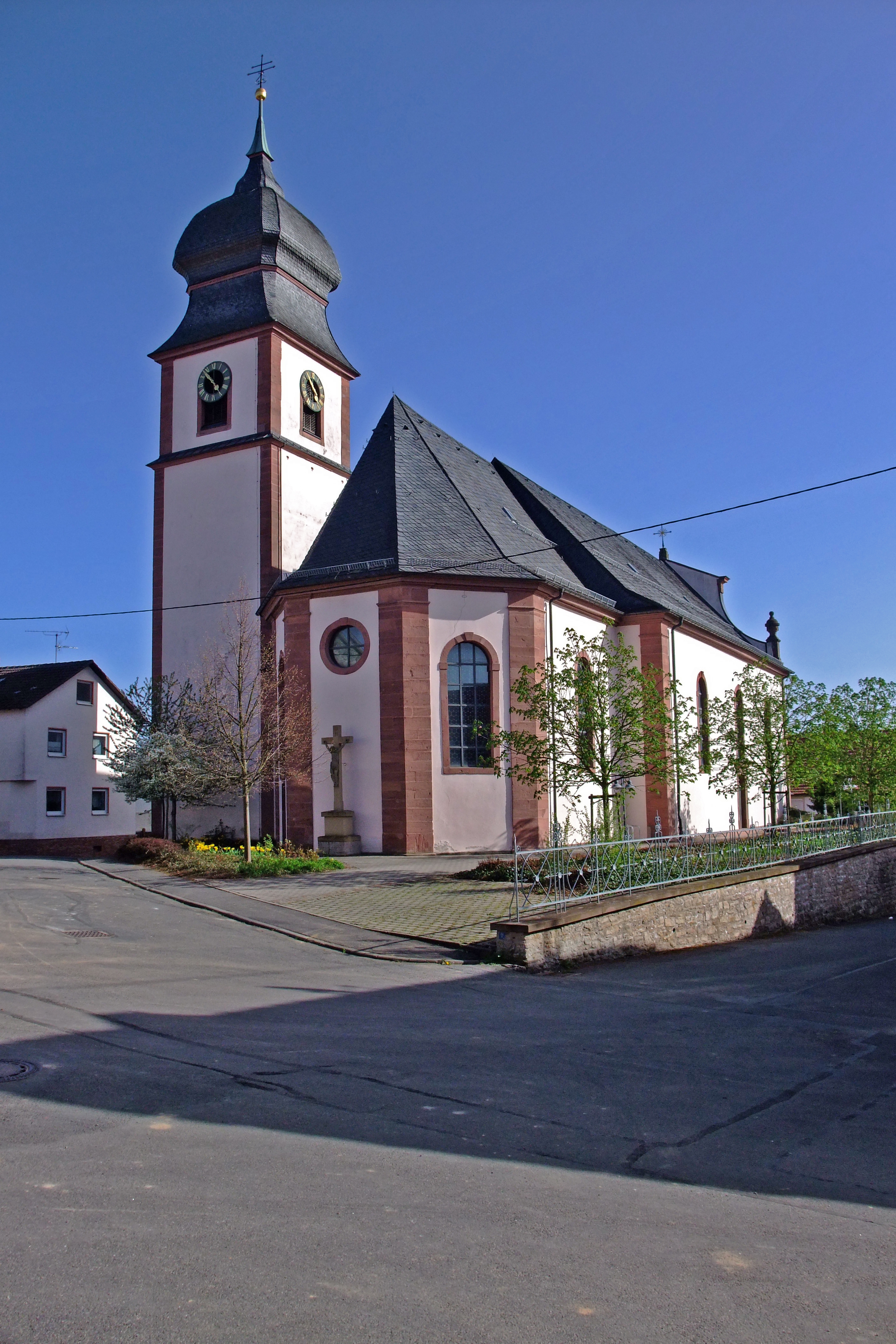
Pfarrkirche St. Michael Großrinderfeld, Ansicht (2011)

Die römisch-katholische Pfarrkirche St. Michael in Großrinderfeld im Main-Tauber-Kreis wurde in den Jahren 1775 bis 1777 errichtet und ist dem heiligen Erzengel Michael geweiht.

## Geschichte
Die Großrinderfelder Pfarrkirche wurde in den Jahren 1775 bis 1777 erbaut und ist dem heiligen Erzengel Michael geweiht. Die frühere gotische Kirche war baufällig und wurde zugunsten des Neubaus abgerissen. Lediglich das Untergeschoss des Glockenturms und ein gotisches Christuskreuz aus dem Jahr 1450, welches man im Chorraum findet, blieben von der alten Kirche erhalten. Der Bau der neuen Kirche erfolgte im barocken Stil, mit einem halbkreisförmigen Apsis-Chor. Nach Kämpfen im Zweiten Weltkrieg zwischen Großrinderfeld und Tauberbischofsheim am Karfreitag 1945, wurde am darauffolgenden Karsamstag die Pfarrkirche zum Lazarett eingerichtet. Am Mittwoch nach Ostern wurde das Lazarett wieder nach Tauberbischofsheim verlegt. Am Kirchengebäude entstanden keine Schäden.
Die Michaelskirche gehört heute zur Seelsorgeeinheit Großrinderfeld-Werbach, die dem Dekanat Tauberbischofsheim des Erzbistums Freiburg zugeordnet ist.

## Ausstattung

### Altäre

#### Hochaltar
Der Hochaltar besteht, wie alle weiteren Altäre der Kirche, aus Holz, ist jedoch in Marmor-Optik gestaltet. In der Mitte des Hochaltars befindet sich eine Statue des hl. Erzengels Michaels, dem die Kirche geweiht ist. Unter dem Fuß des Erzengels Michael, welcher ein Flammenschwert in der Hand hält, liegt Satan, der Fürst der Unterwelt. Neben der Engelsfigur befinden sich Statuen der beiden Apostelfürsten Petrus und Paulus und der Bischöfe Bonifatius, Apostel der Deutschen und Burkard, welcher der erste Bischof von Würzburg war. Die Statuen sind umringt von vier Rokoko-Engelsfiguren, von Köpfchen, Blumen und Girlanden. Darüber befindet sich in Holzschnitzerei die Dreifaltigkeit, Gott Vater, Gott Sohn und Gott Heiliger Geist.

#### Marienaltar
Der Marienaltar der Pfarrkirche Großrinderfeld befindet sich auf der linken Seite des Kirchenschiffs. In der Mitte des Altars ist ein Bildnis der hl. Maria, ihr Haupt wird geziert durch die 12-fache Sternenkrone und unter ihren Füßen liegt die „arme Welt“, welche von der Schlange umwunden ist. Neben ihnen befindet sich eine Statue des St. Joseph, welcher das Jesuskind trägt, und des St. Sebastian, des ersten Soldatenmärtyrers, welcher an einen Baum gebunden und von Pfeilen durchbohrt ist. Über dem Bild der hl. Maria ist figürlich die Aufnahme Mariens in den Himmel dargestellt.

#### Barbara-Altar
Auf der rechten Seite des Kirchenschiffs befindet sich der zweite Seitenaltar, auf welchem die hl. Barbara dargestellt ist. Sie sitzt auf dem Gemälde zwischen Vater und Richter und schaut auf den Engel, welcher ihr die Krone der Vollendung bringt. Neben dem Altarbild steht außerdem eine Statue der hl. Barbara, in ihrer Hand hält sie einen Kelch, welcher an die heilige Kommunion in der unterirdischen Gefängniszelle des Turms erinnern soll. Neben ihrer Figur stehen Statuen des hl. Wendelin, der  hl. Katharina und des hl. Rochus.

Altäre der Pfarrkirche St. Michael in Großrinderfeld
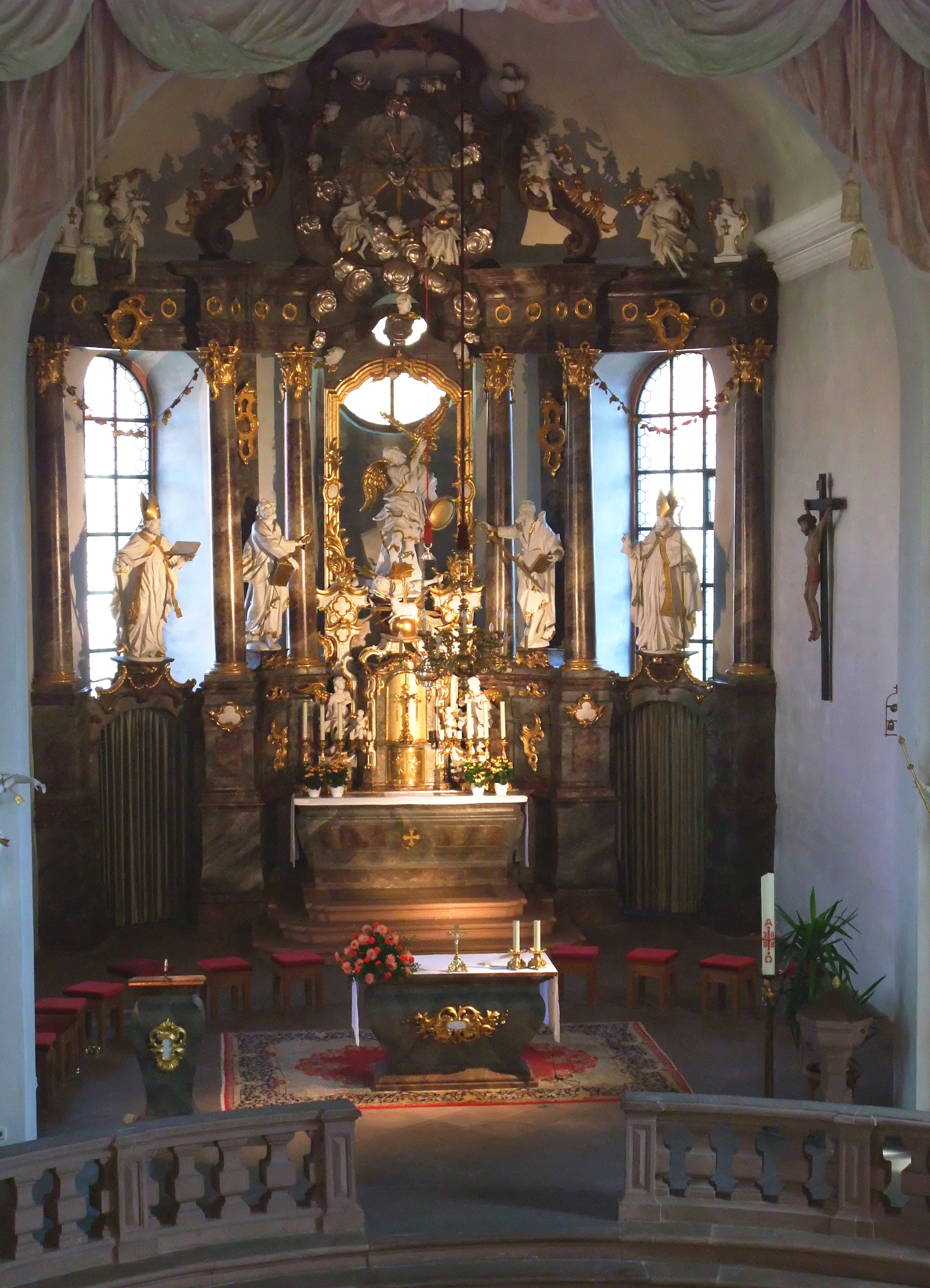
Der Hochaltar
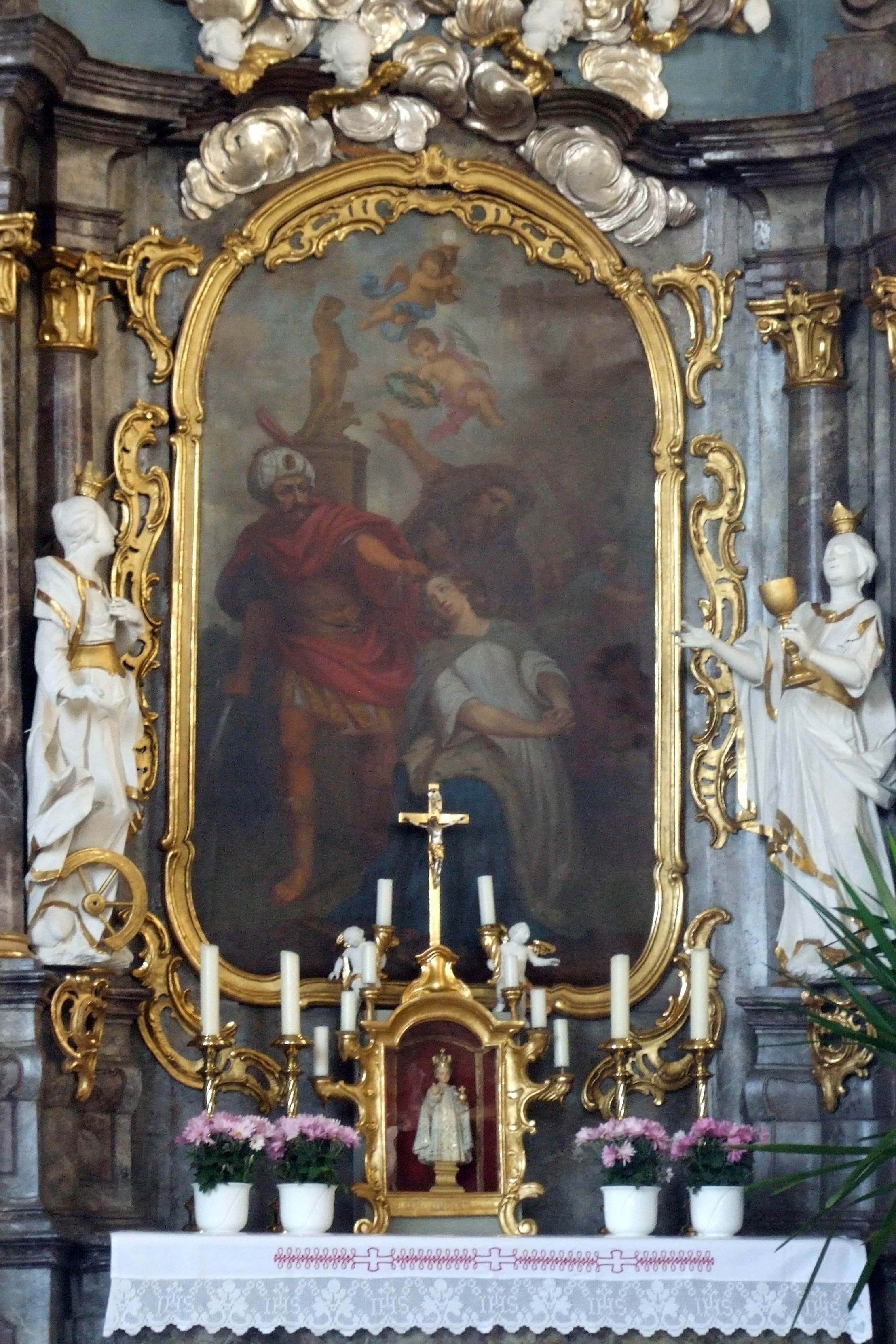
Der Barbaraaltar
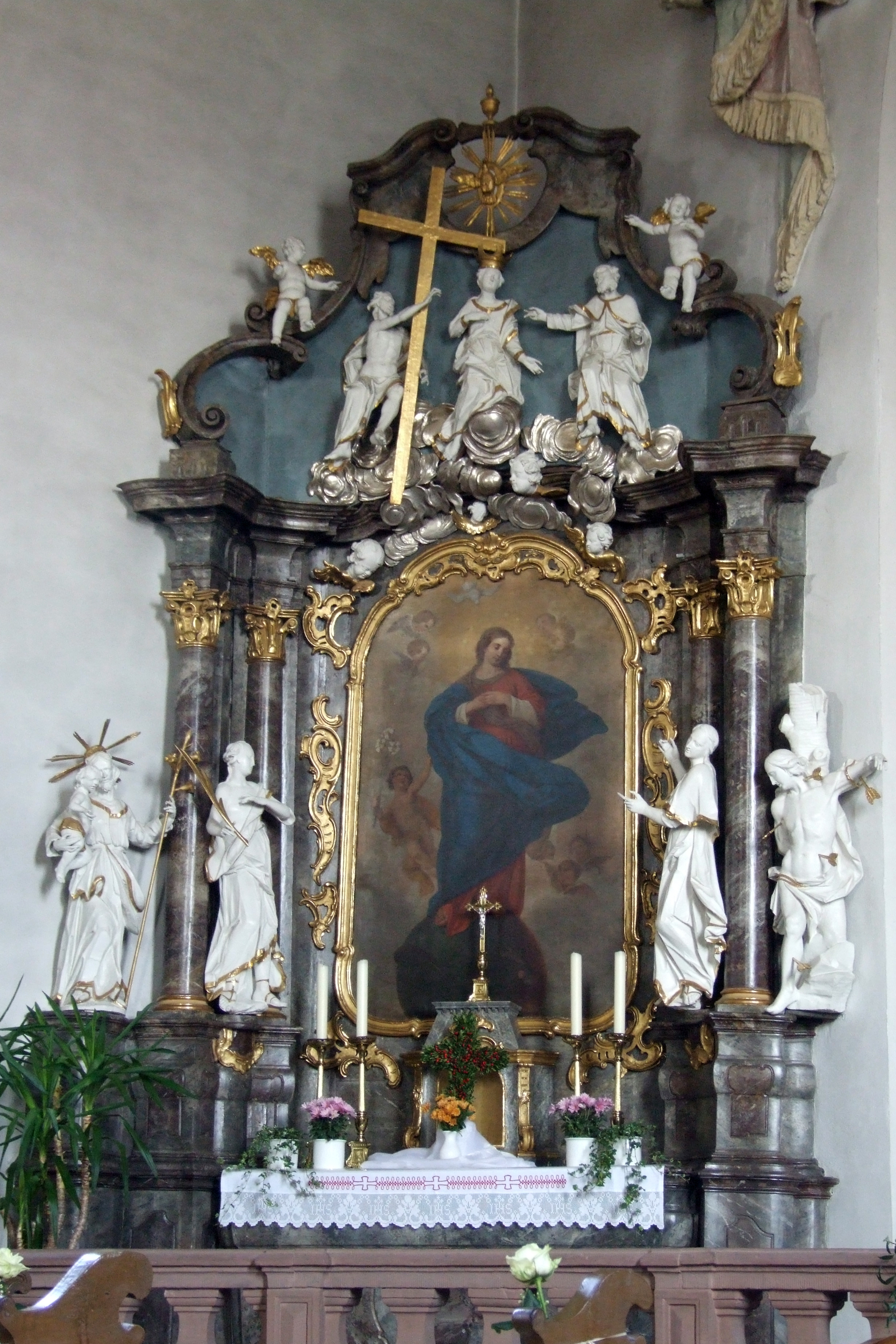
Der Marienaltar

### Kanzel
An der rechten Seitenwand der Kirche befindet sich die Kanzel. Auf ihr befindet sich eine figürliche Darstellung der drei göttlichen Tugenden Glaube, Hoffnung und Liebe. Darunter, um die Kanzel herum, sitzen vier Statuen der Evangelisten, die mit ihren jeweiligen Symbolen dargestellt sind. Matthäus mit dem Menschen, Markus mit dem Löwen, Lukas mit dem Stier und Johannes mit dem Adler.

Kanzel der Pfarrkirche St. Michael in Großrinderfeld
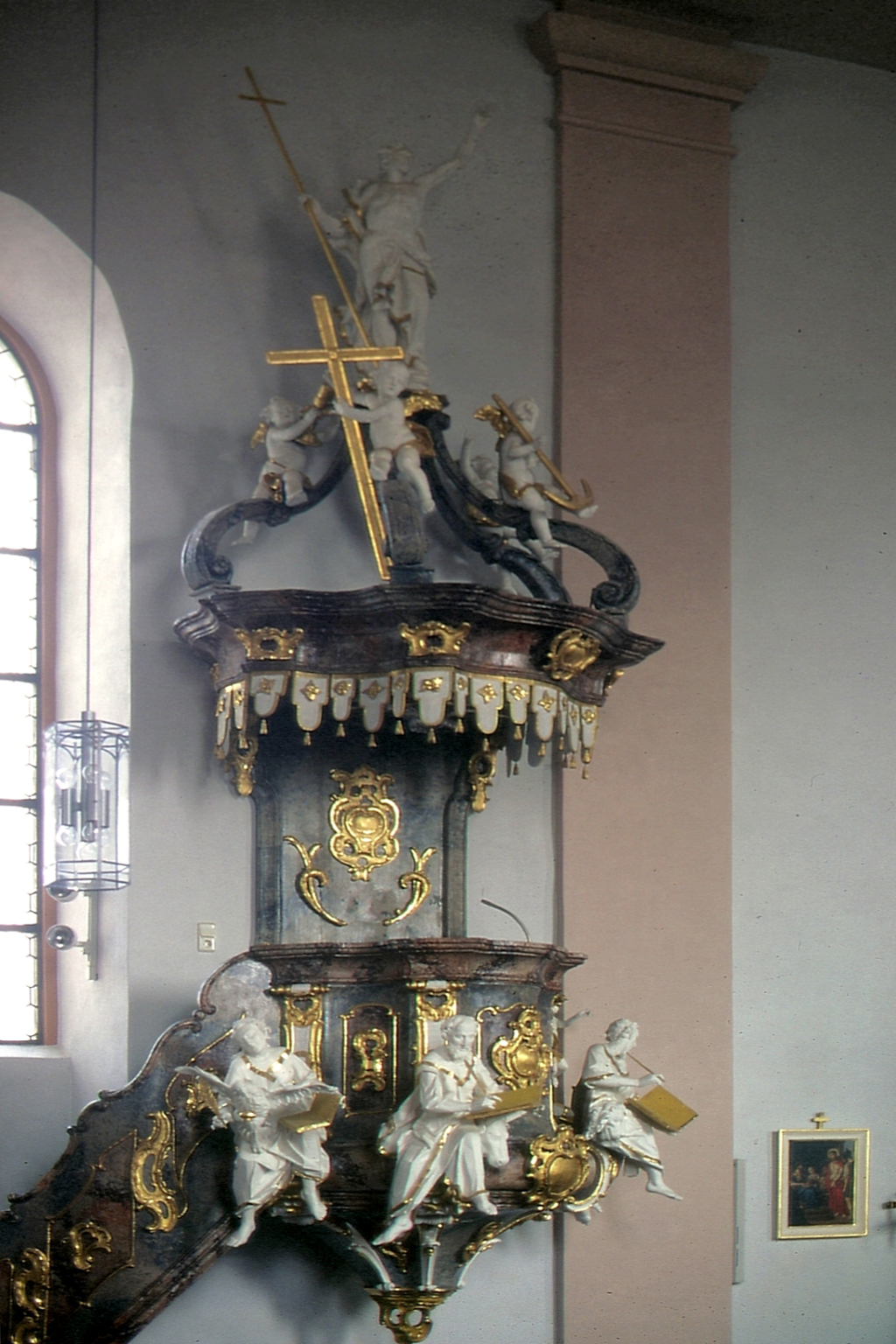
Die Kanzel
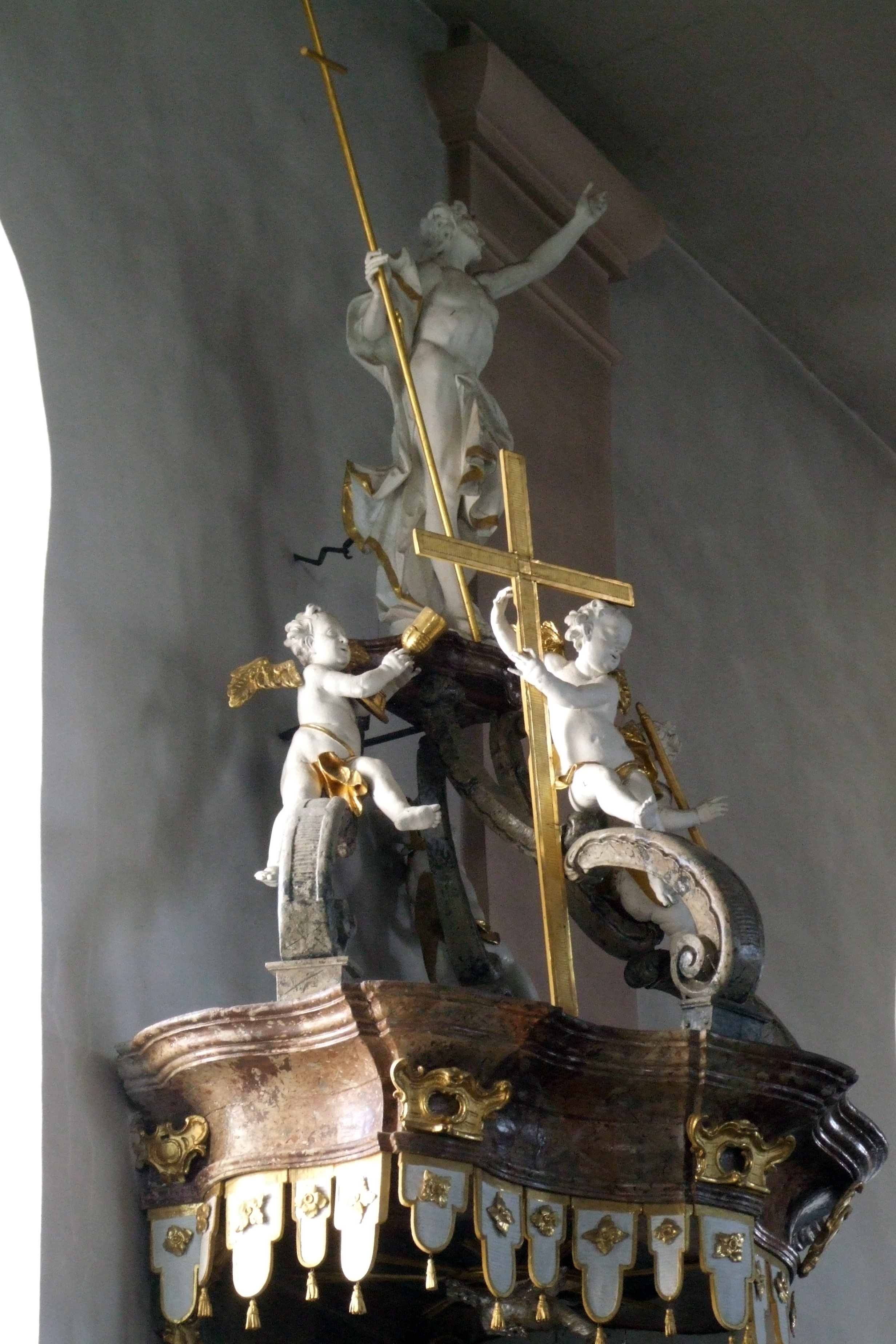
Figürliche Darstellung der drei göttlichen Tugenden
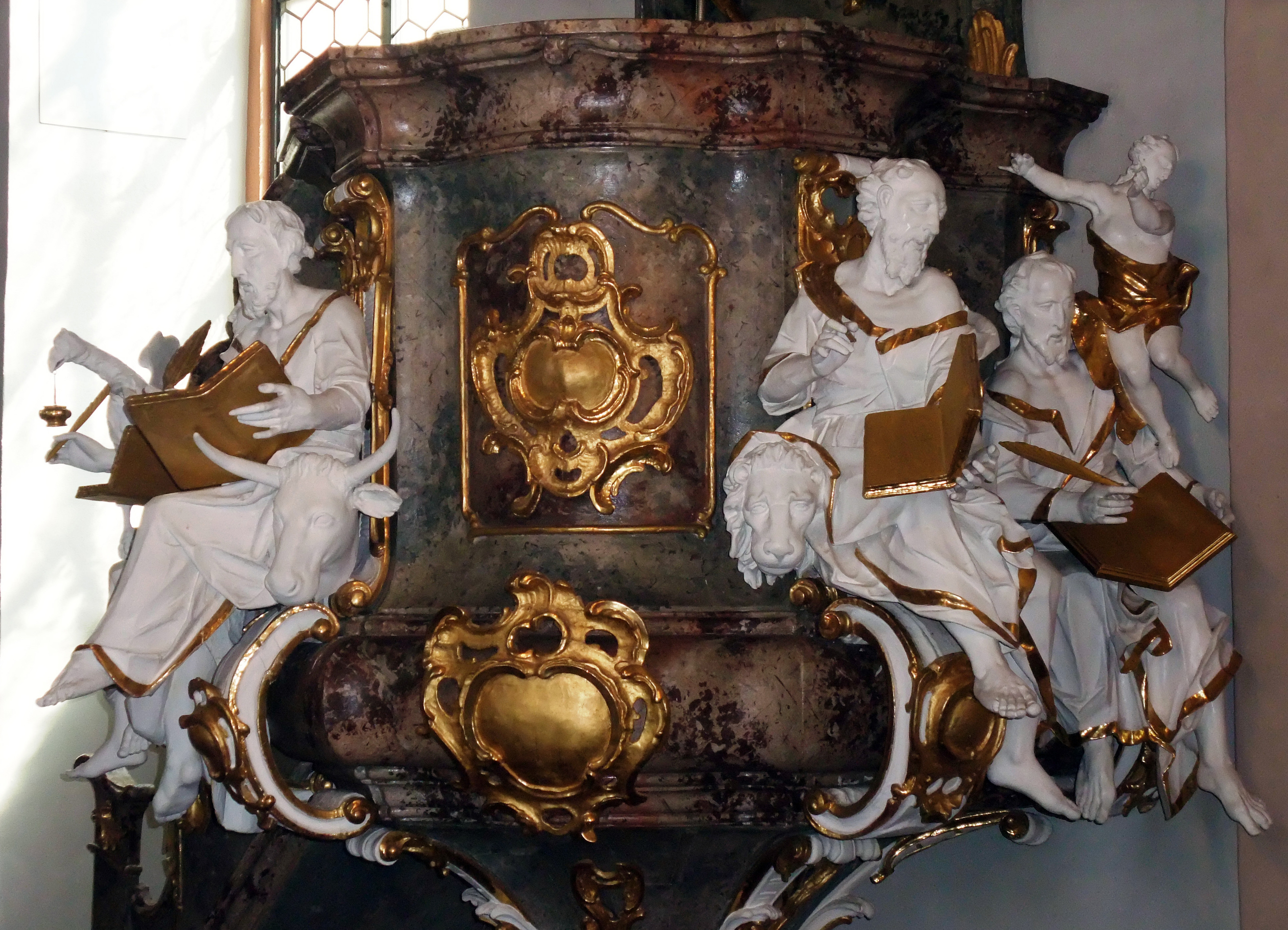
Figuren der vier Evangelisten

### Orgel
Die Orgel der Pfarrkirche St. Michael, welche von der Firma Wilhelm Schwarz aus Überlingen erbaut wurde, stammt aus dem Jahr 1907.

### Deckengemälde
An der Kirchendecke sieht man Gemälde der Darstellung des Herrn, der Weihnachtsgeschichte sowie der Heimsuchung Mariä.

### Sonstige Figuren
An der Seitenwand der Kirche befindet sich eine Figur der hl. Maria im goldenen Gewand und mit dem Jesuskind auf ihrem Arm.
Eine weitere Figur der hl. Katharina von Alexandrien befindet sich ebenfalls an der Seitenwand der Pfarrkirche, sie wurde der Pfarrei im Jahr 1945 geschenkt.
An der rechten Wand der Kirche steht eine Figur des leidenden Christus und eine Herz-Jesu-Figur.
Am Haupteingang befindet sich eine mittelalterliche Pietà.
Ebenfalls am Haupteingang findet man das Grabmal des Freiherren von Zobel, eines Dorfherren der Gemeinde Großrinderfeld, welcher im Jahr 1442 starb.

Figuren der Pfarrkirche St. Michael Großrinderfeld
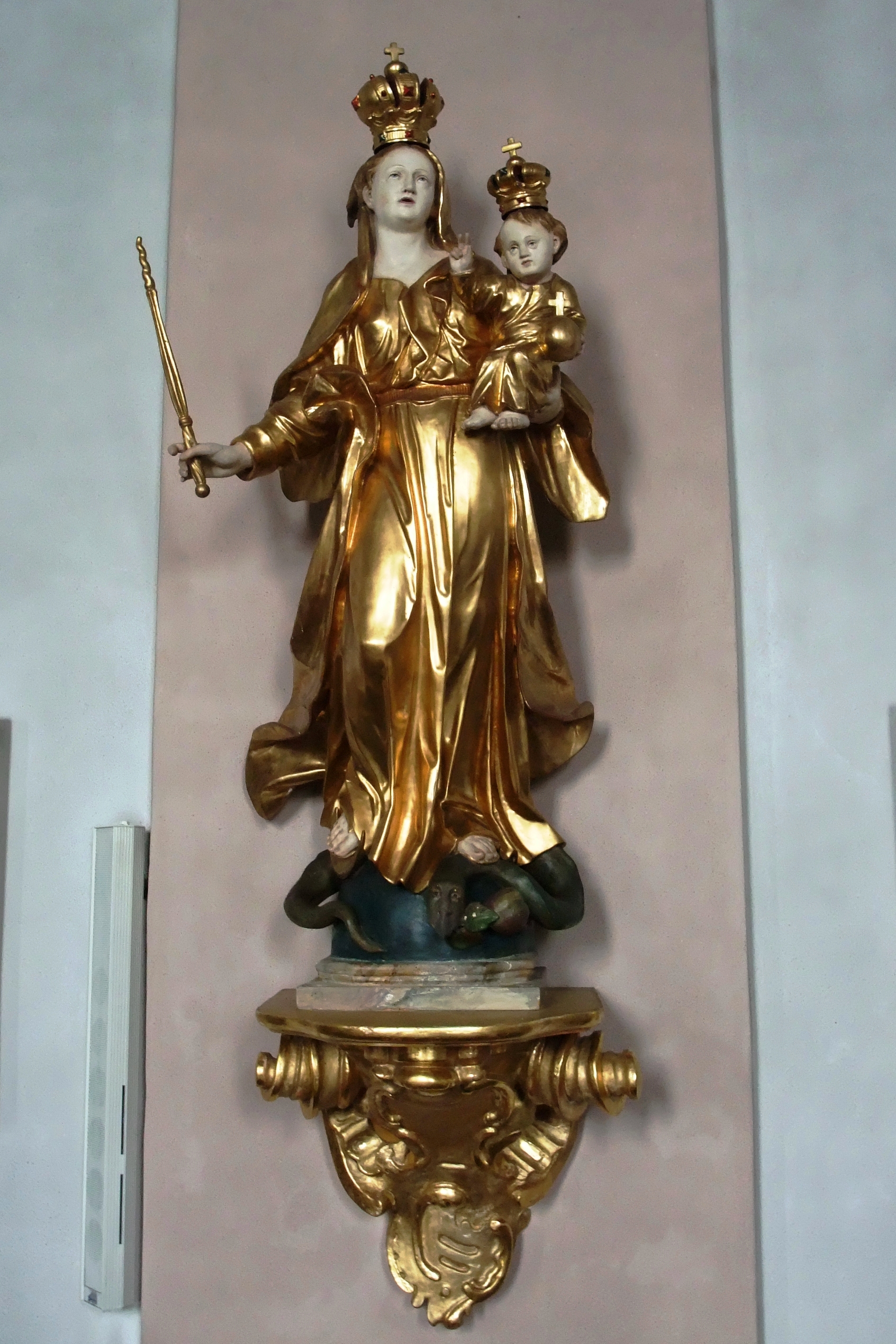
Figur der Madonna mit Jesuskind
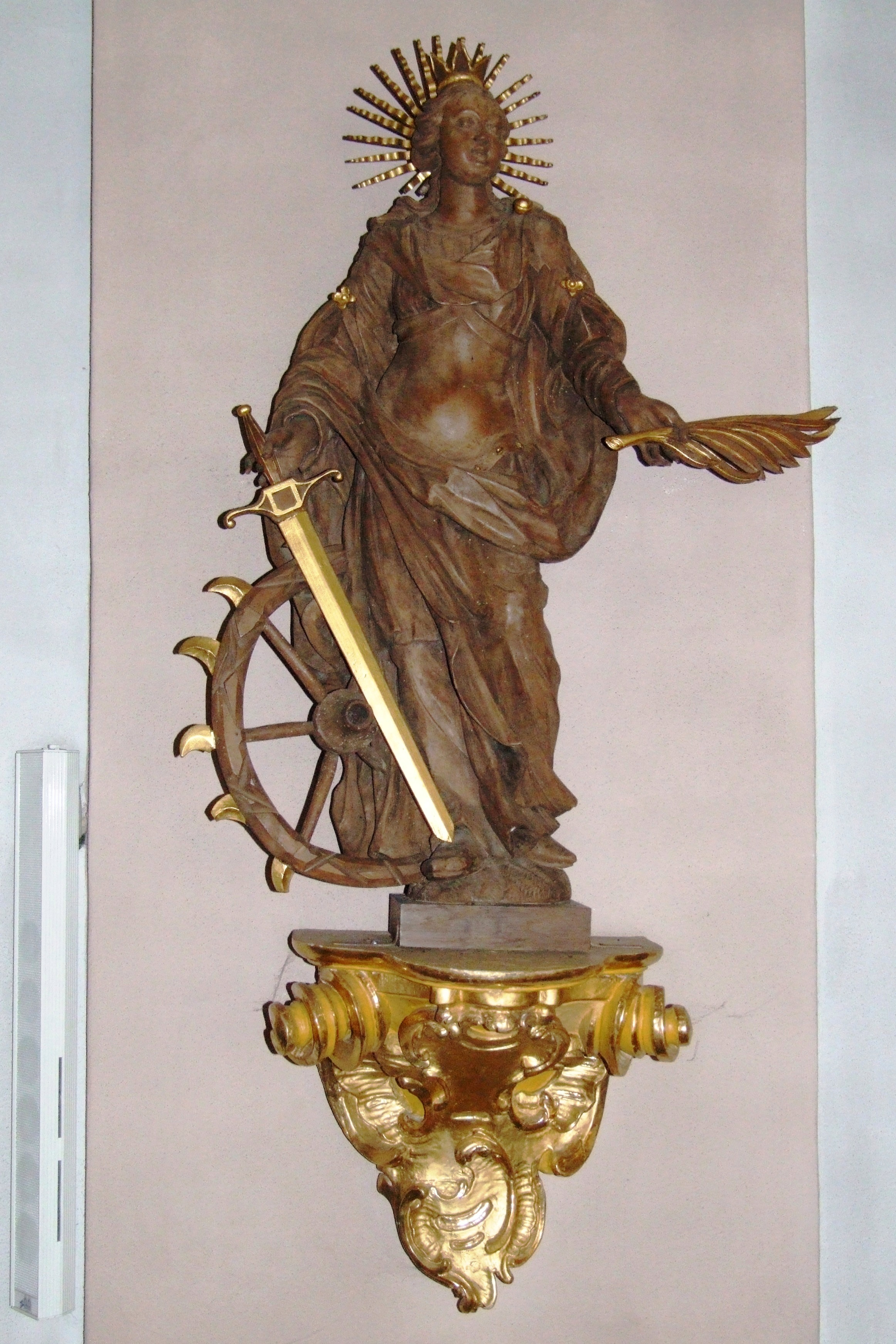
Figur der Katharina von Alexandrien
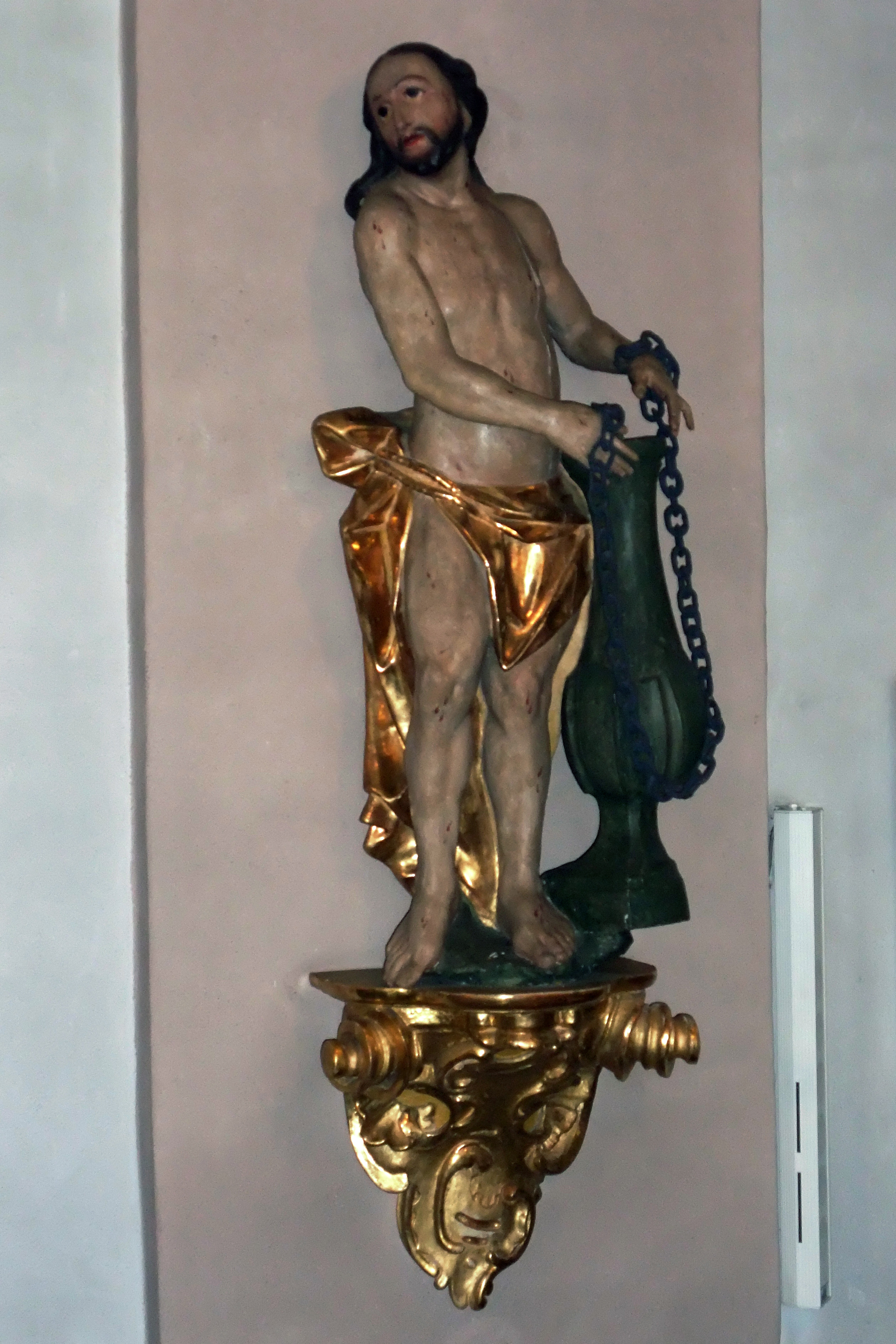
Figur des leidenden Christus an der Geißelsäule
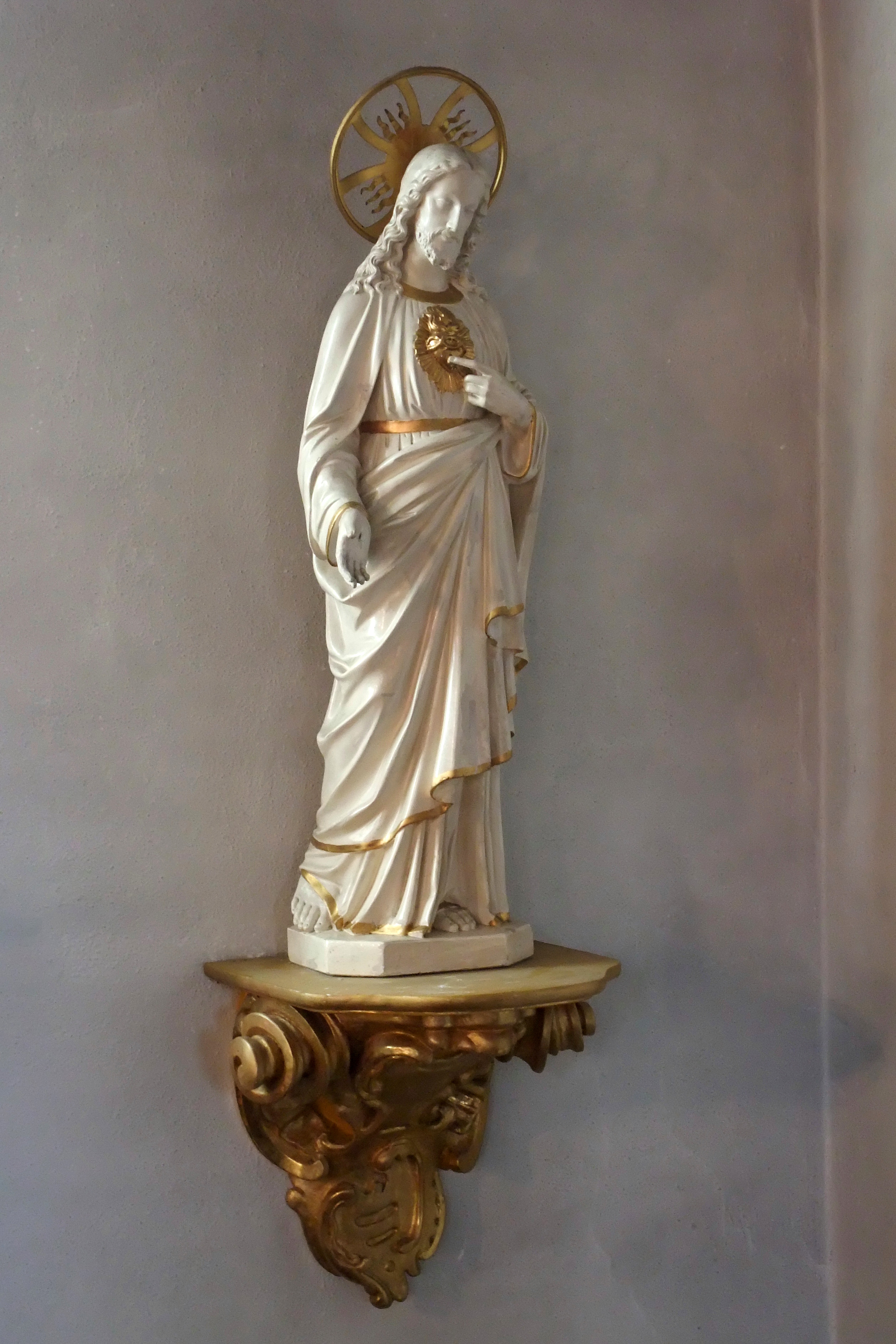
Herz-Jesu-Figur
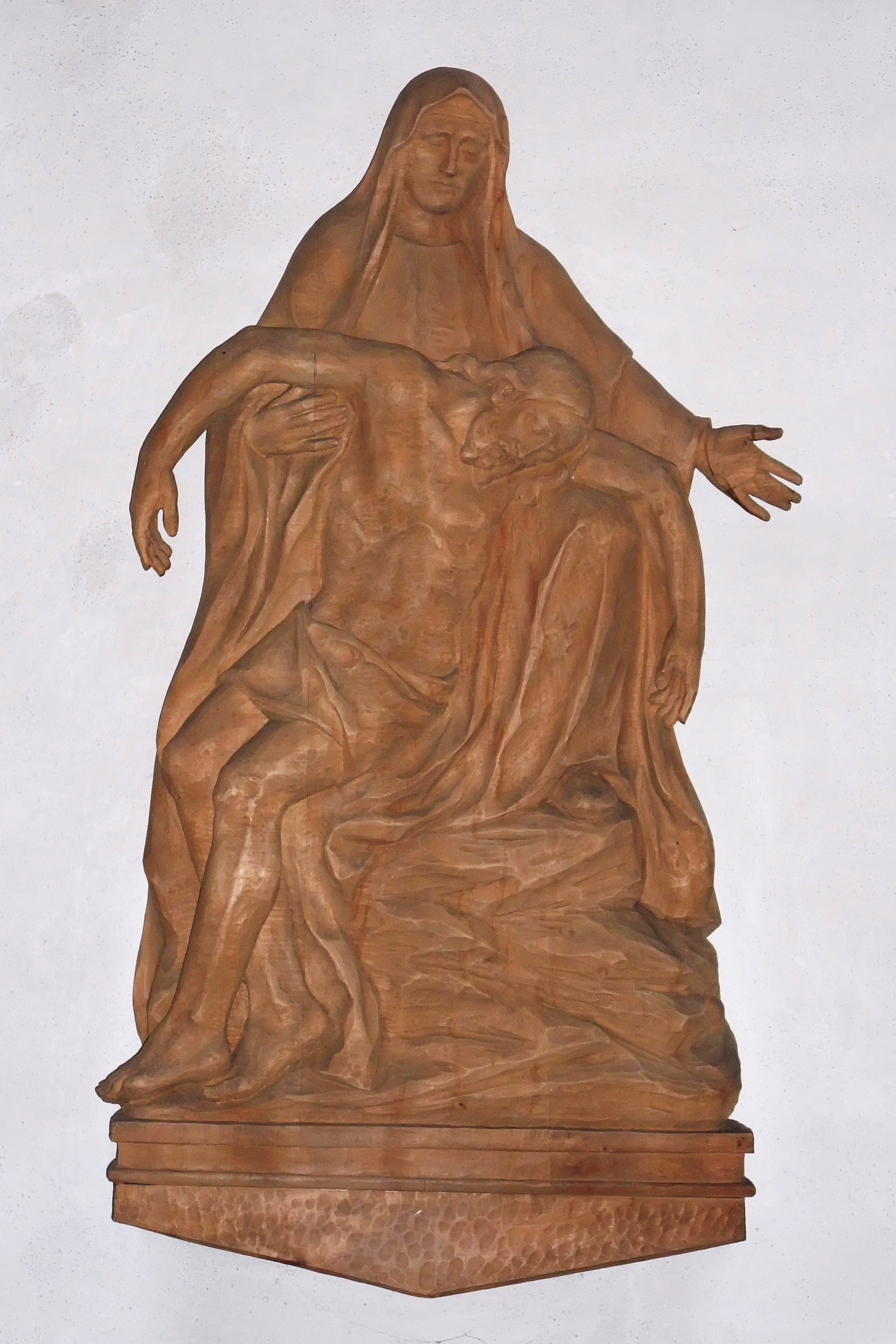
Pietà
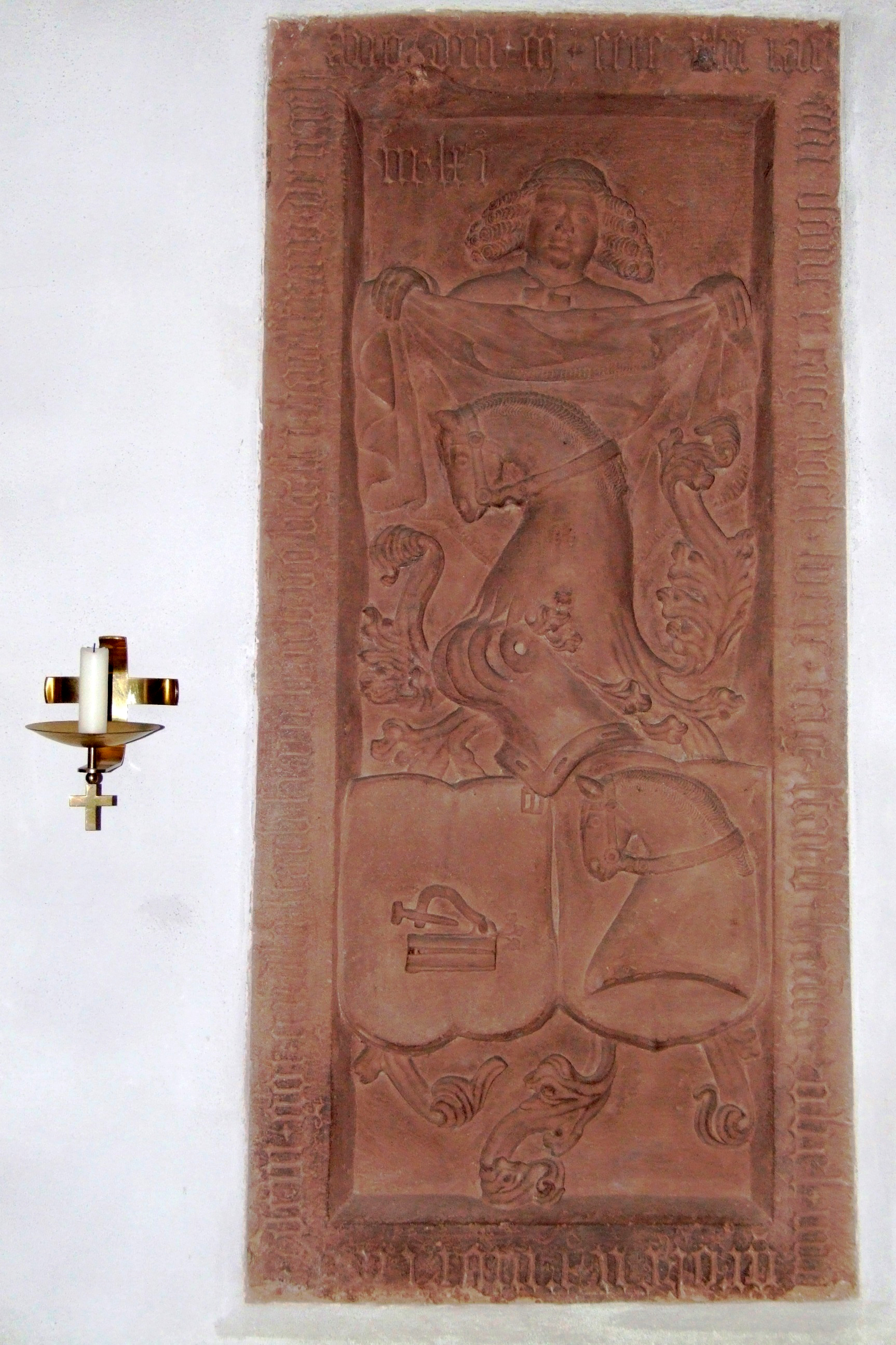
Zobel-Grabmal

### Kreuzweg

Die 14 Kreuzwegstationen in der Großrinderfelder Pfarrkirche St. Michael
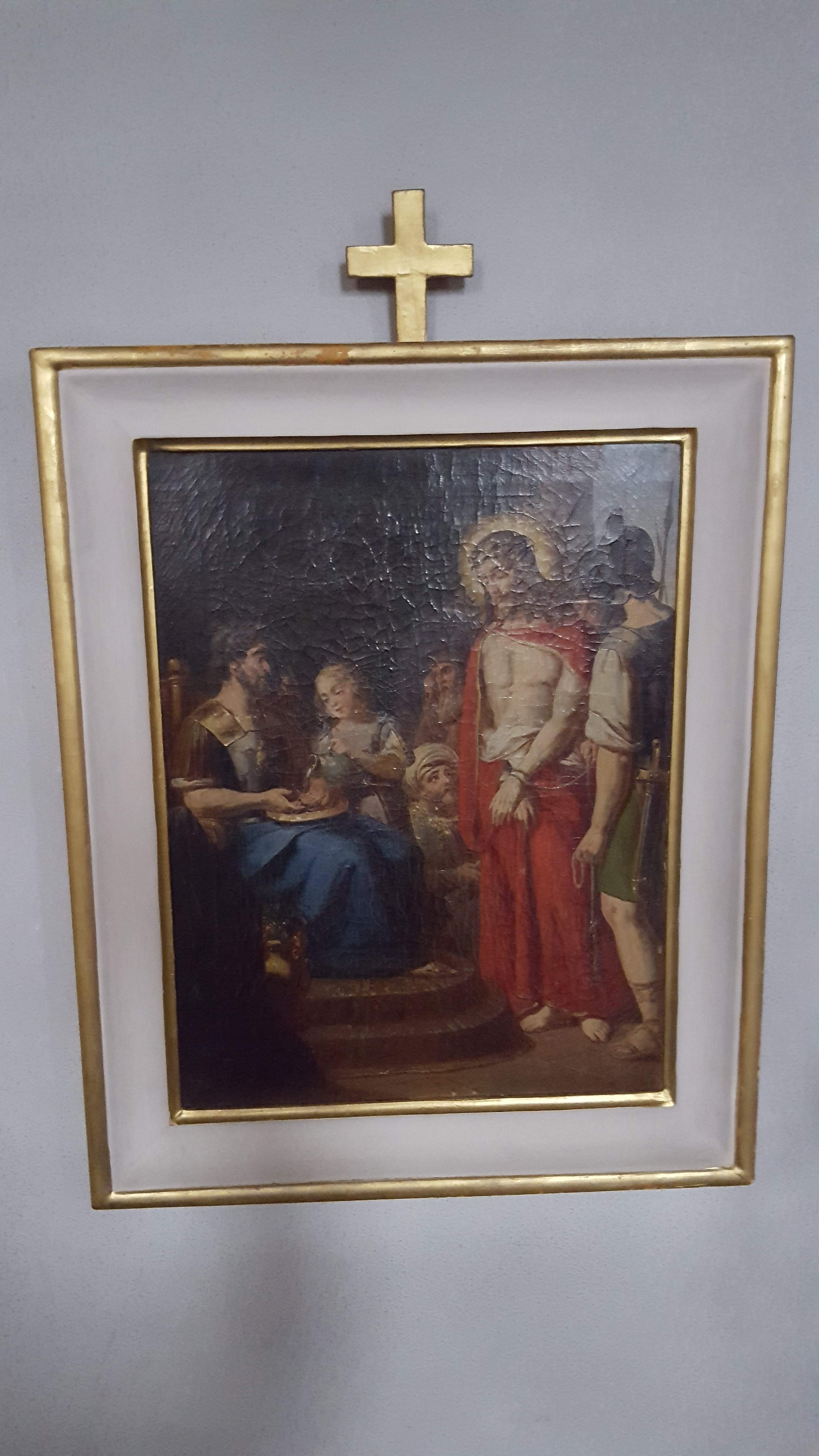
I. Jesus wird zum Tode verurteilt
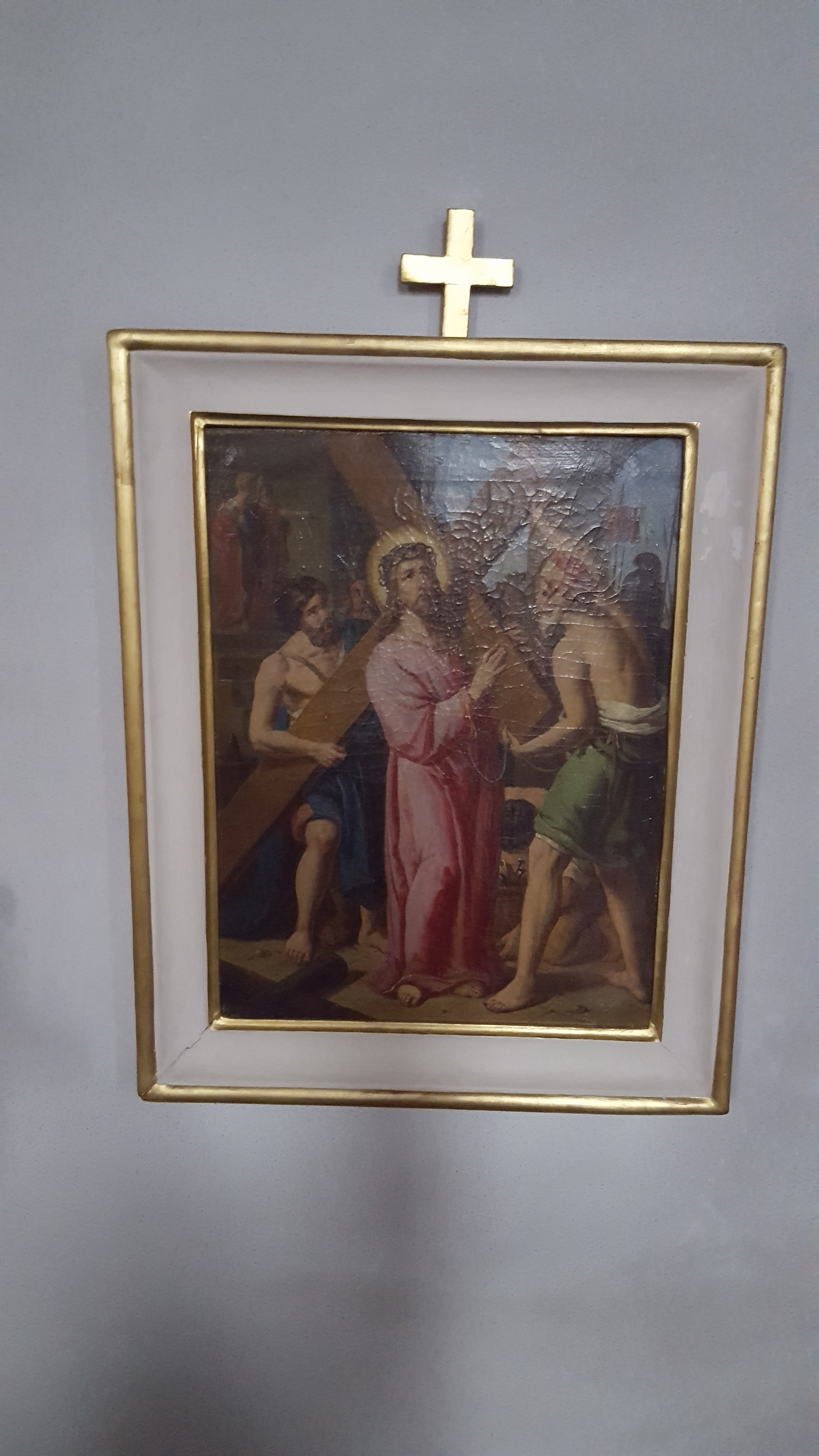
II. Jesus nimmt das Kreuz auf seine Schultern
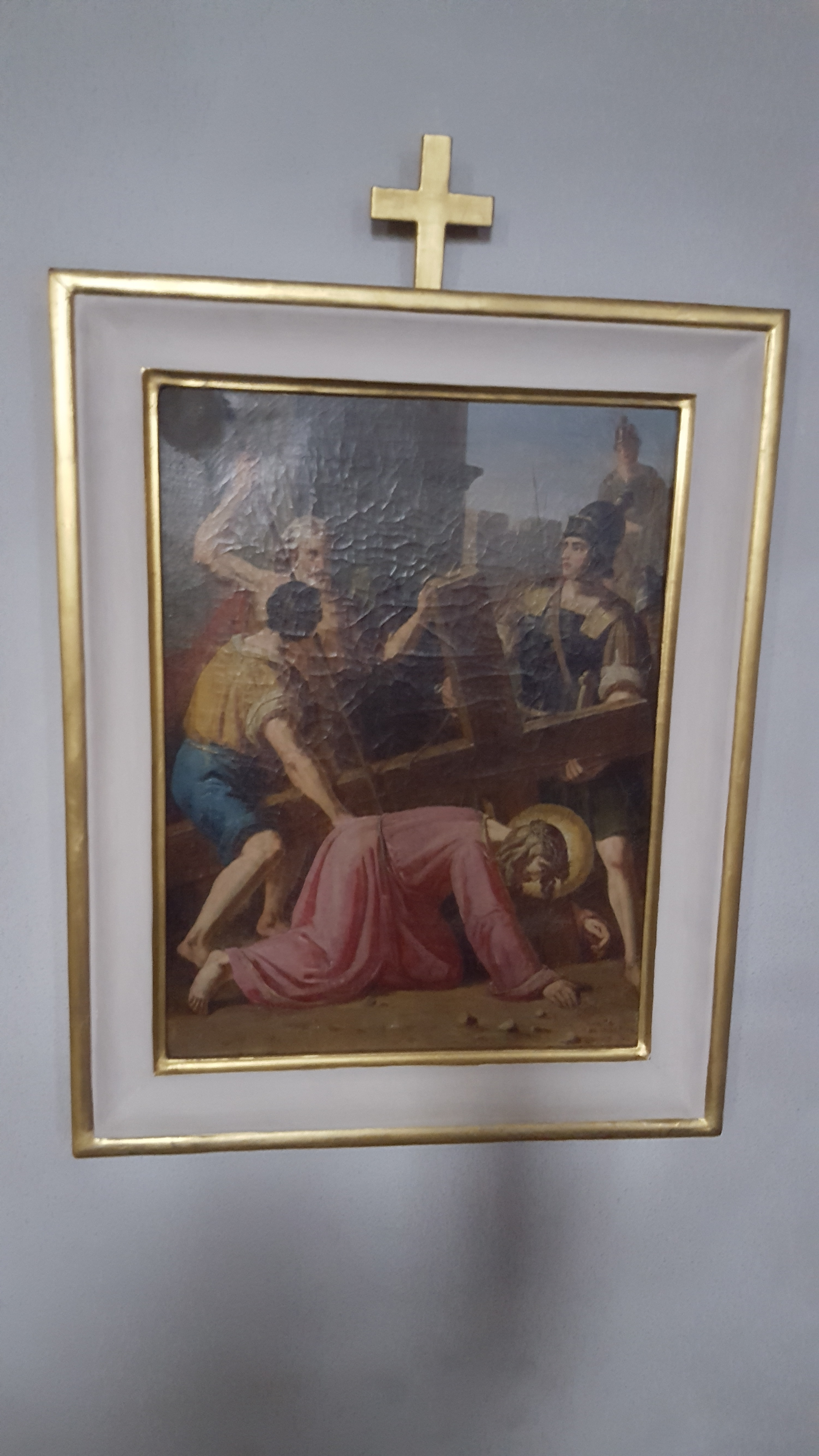
III. Jesus fällt zum ersten Male
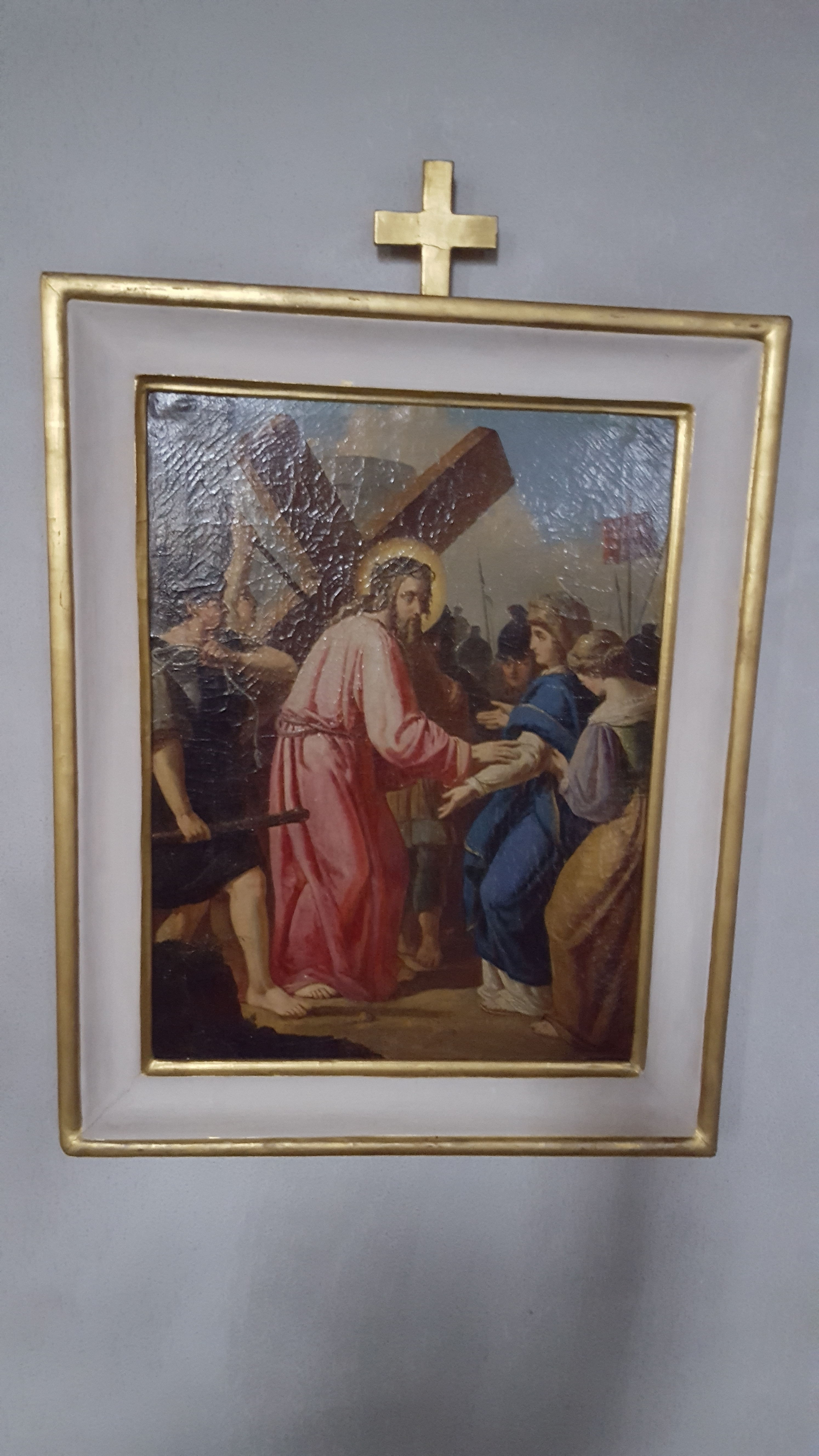
IV. Jesus begegnet seiner hl. Mutter
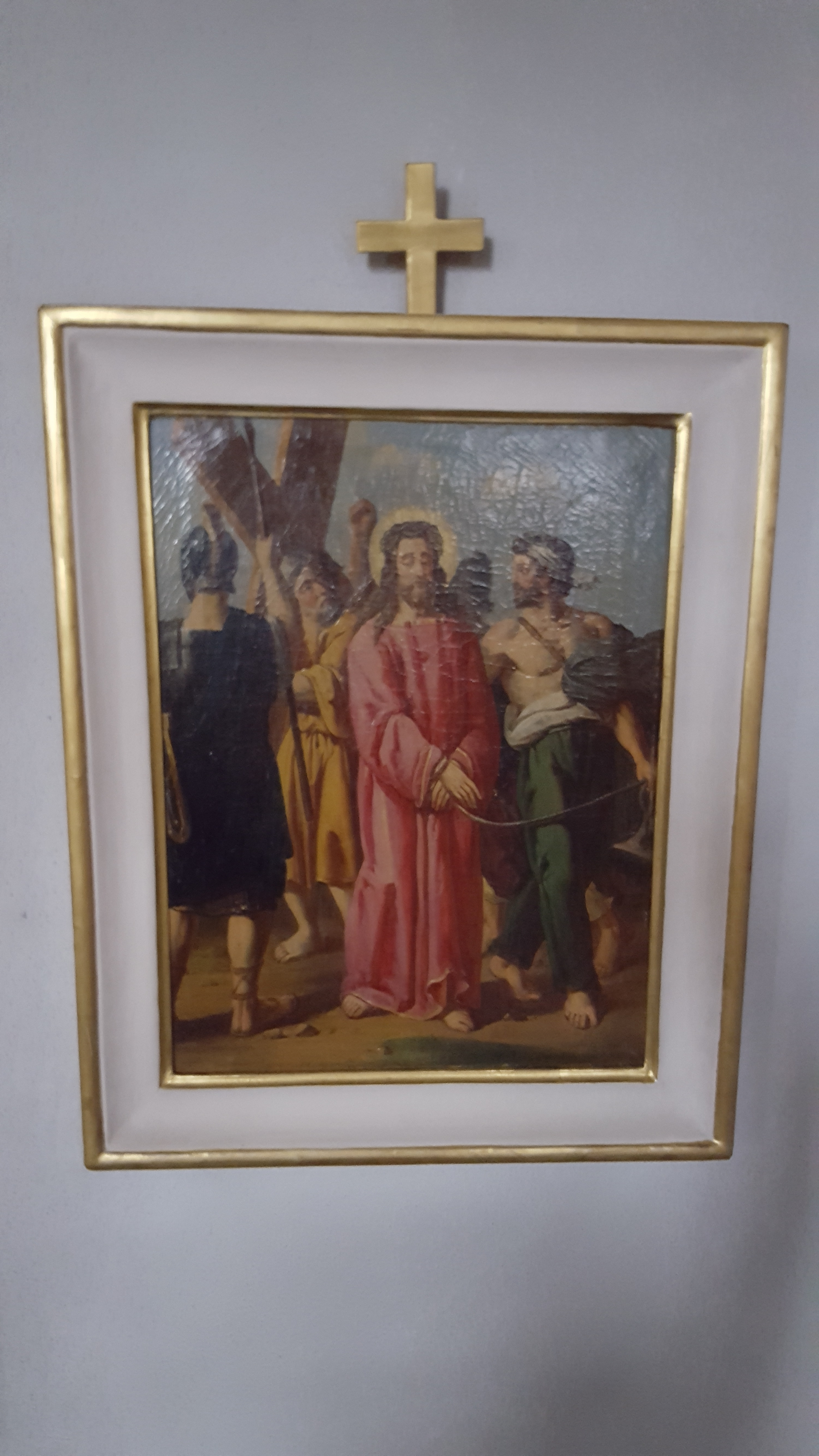
V. Simon von Cyrene hilft Jesus das Kreuz tragen
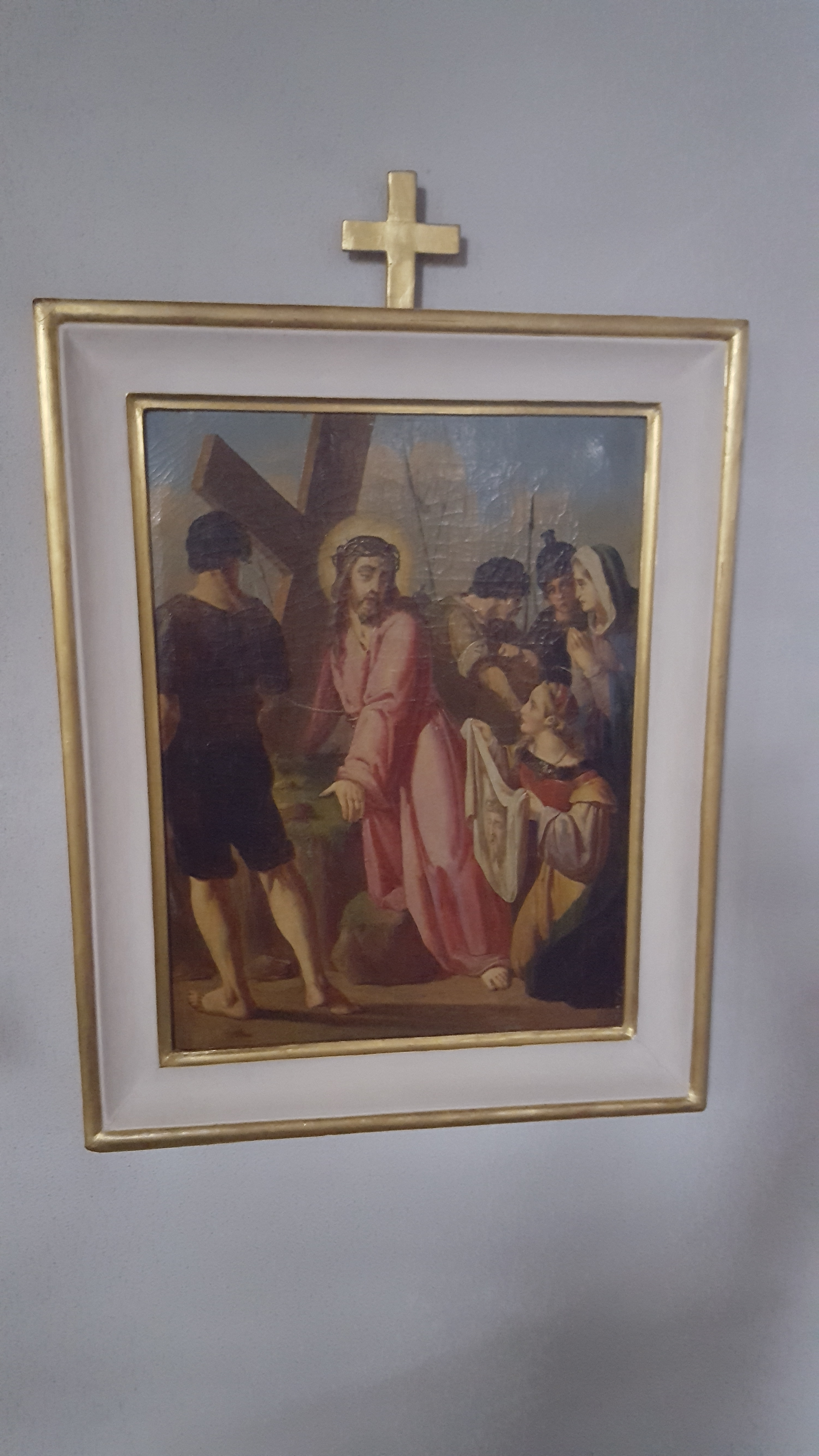
VI. Veronika reicht Jesus das Schweißtuch
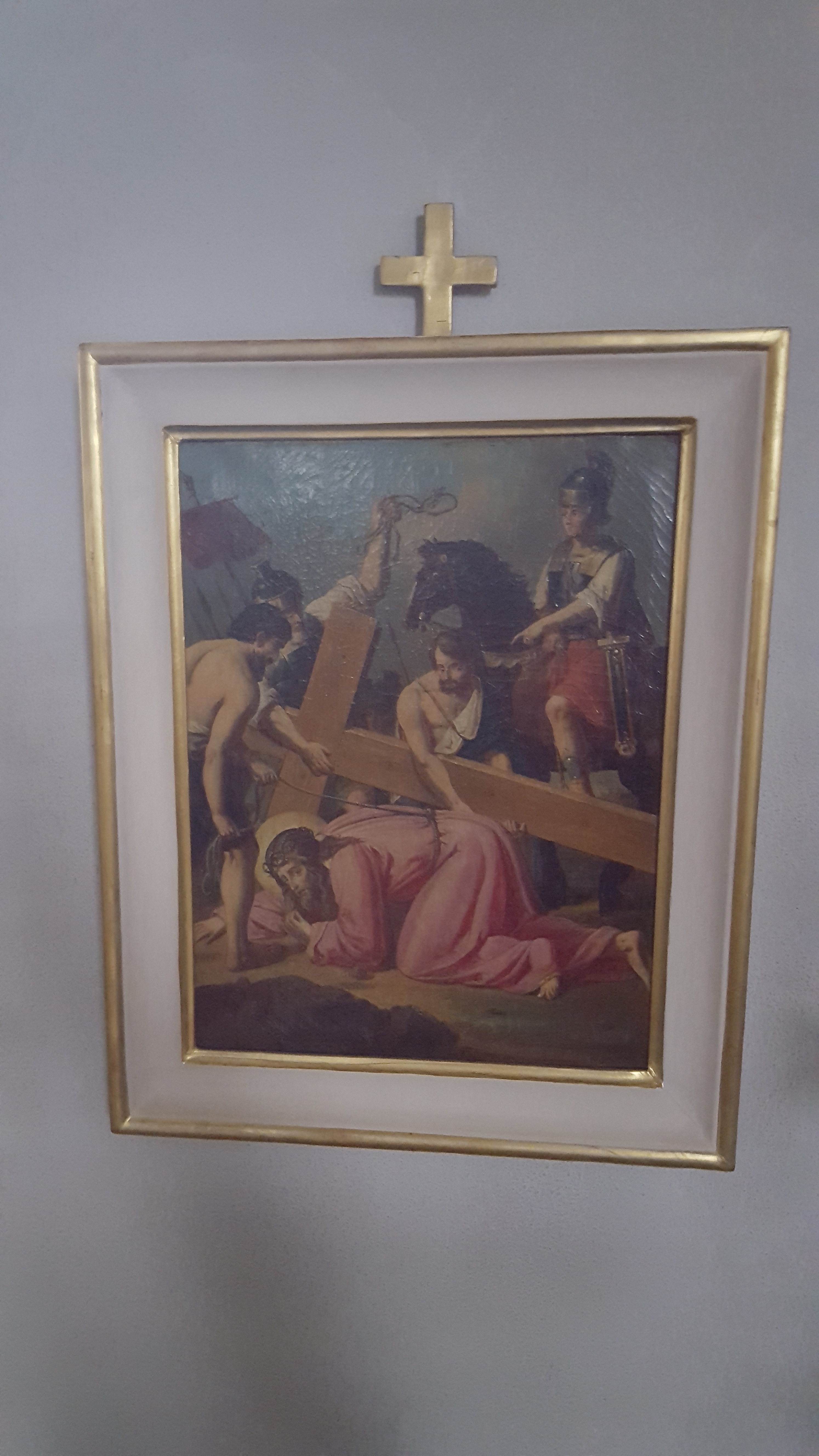
VII. Jesus fällt zum zweiten Male
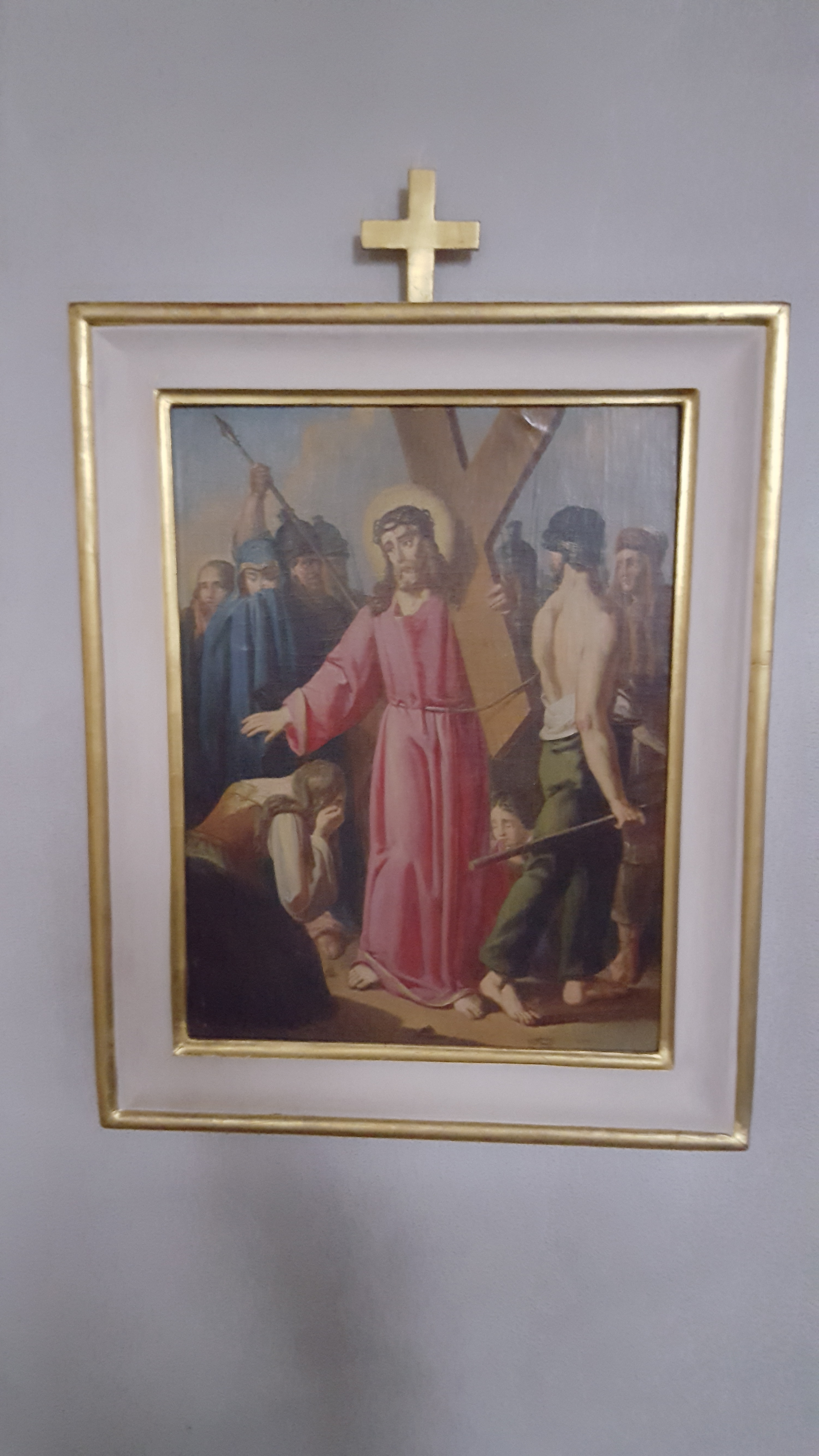
VIII. Jesus tröstet die weinenden Frauen
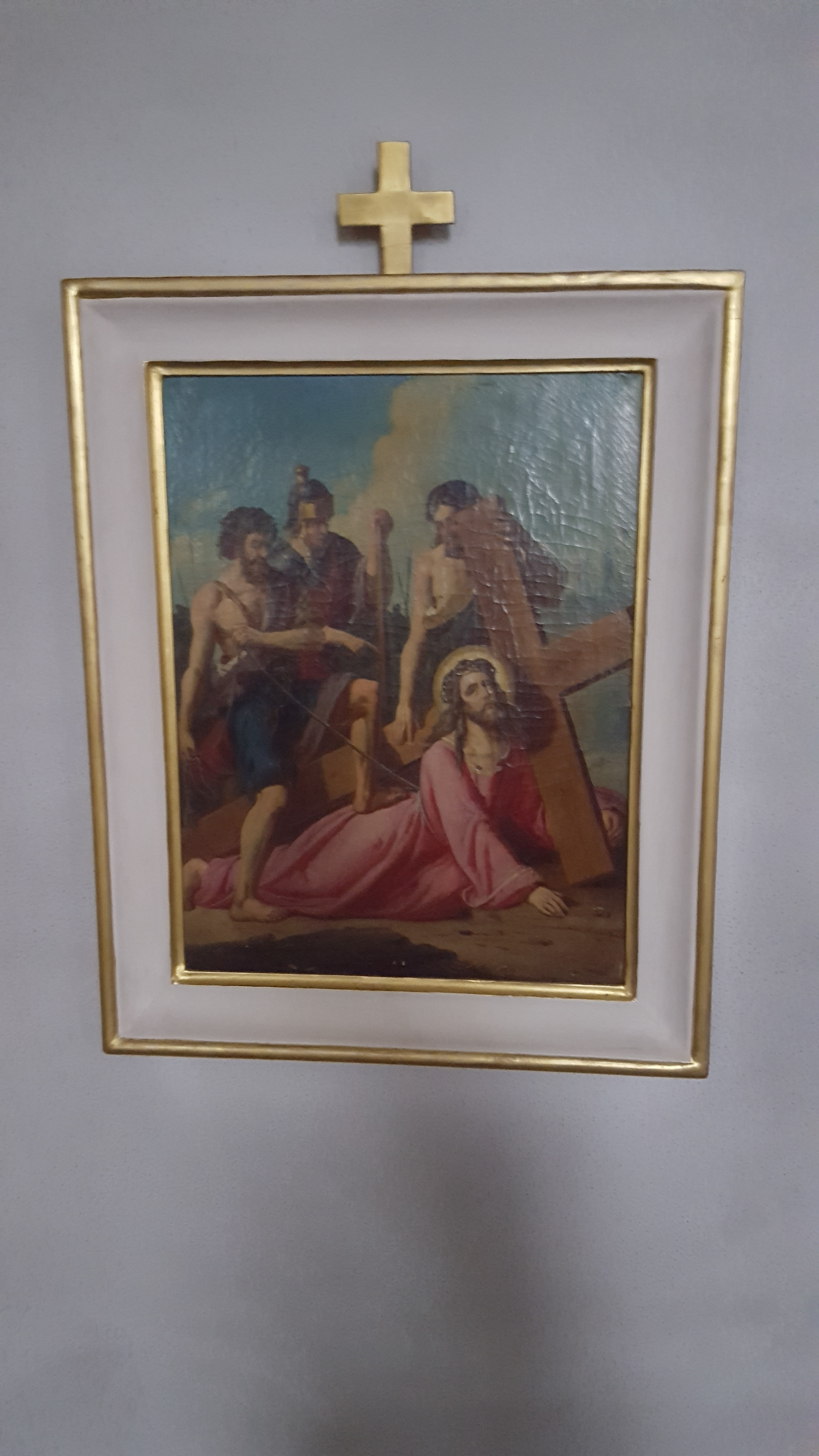
IX. Jesus fällt zum dritten Male
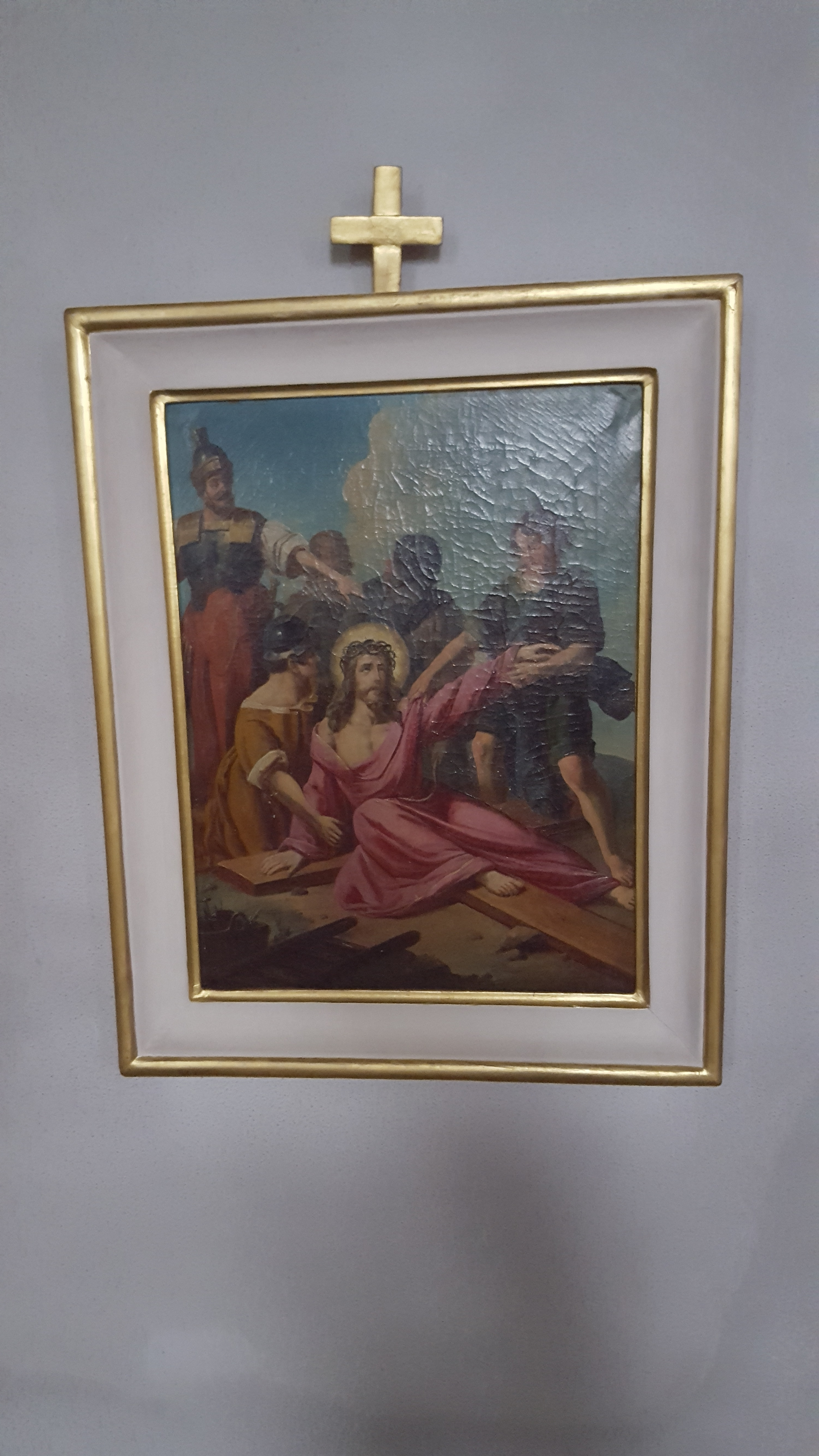
X. Jesus wird seiner Kleider beraubt
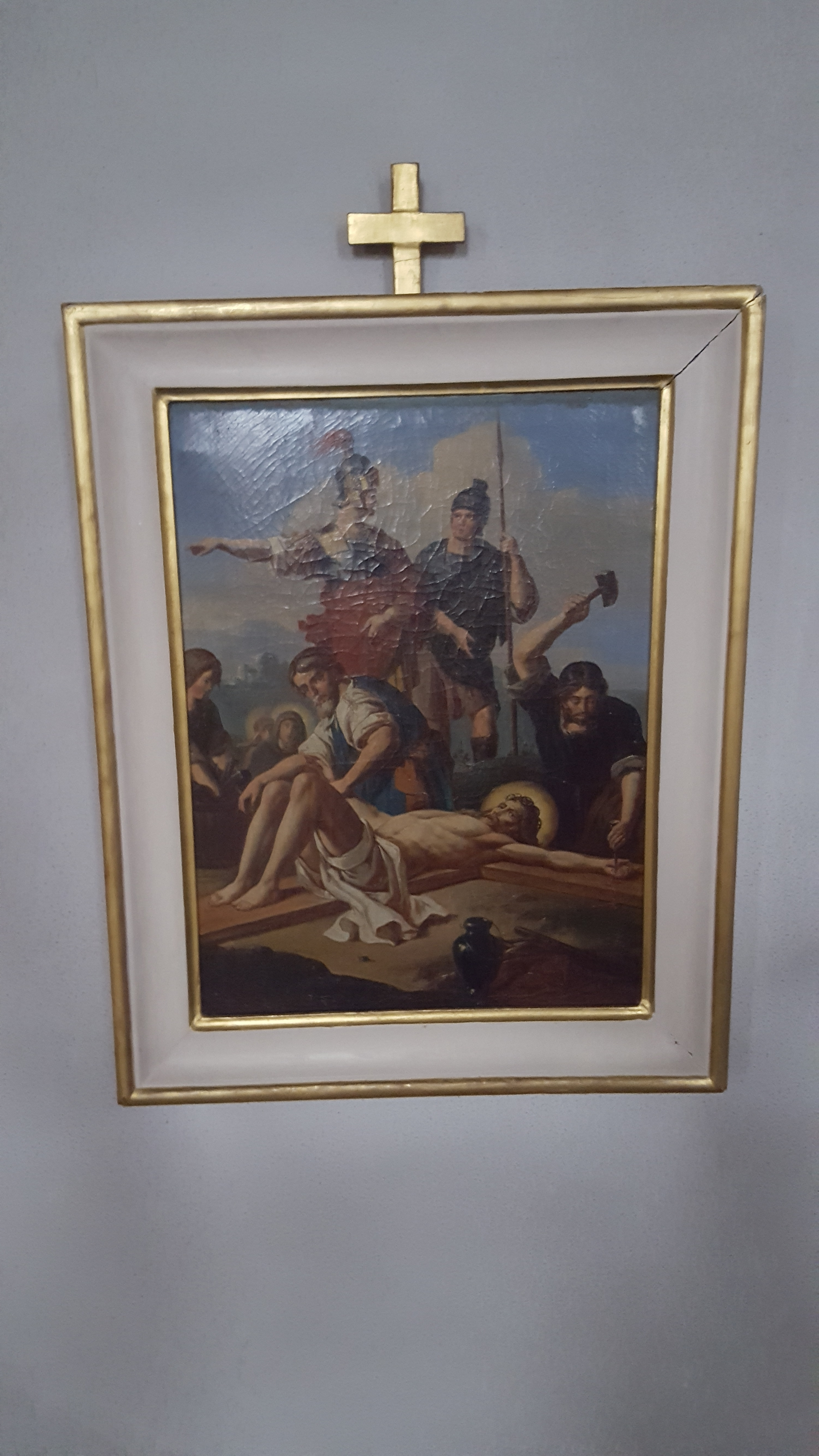
XI. Jesus wird an das Kreuz geheftet
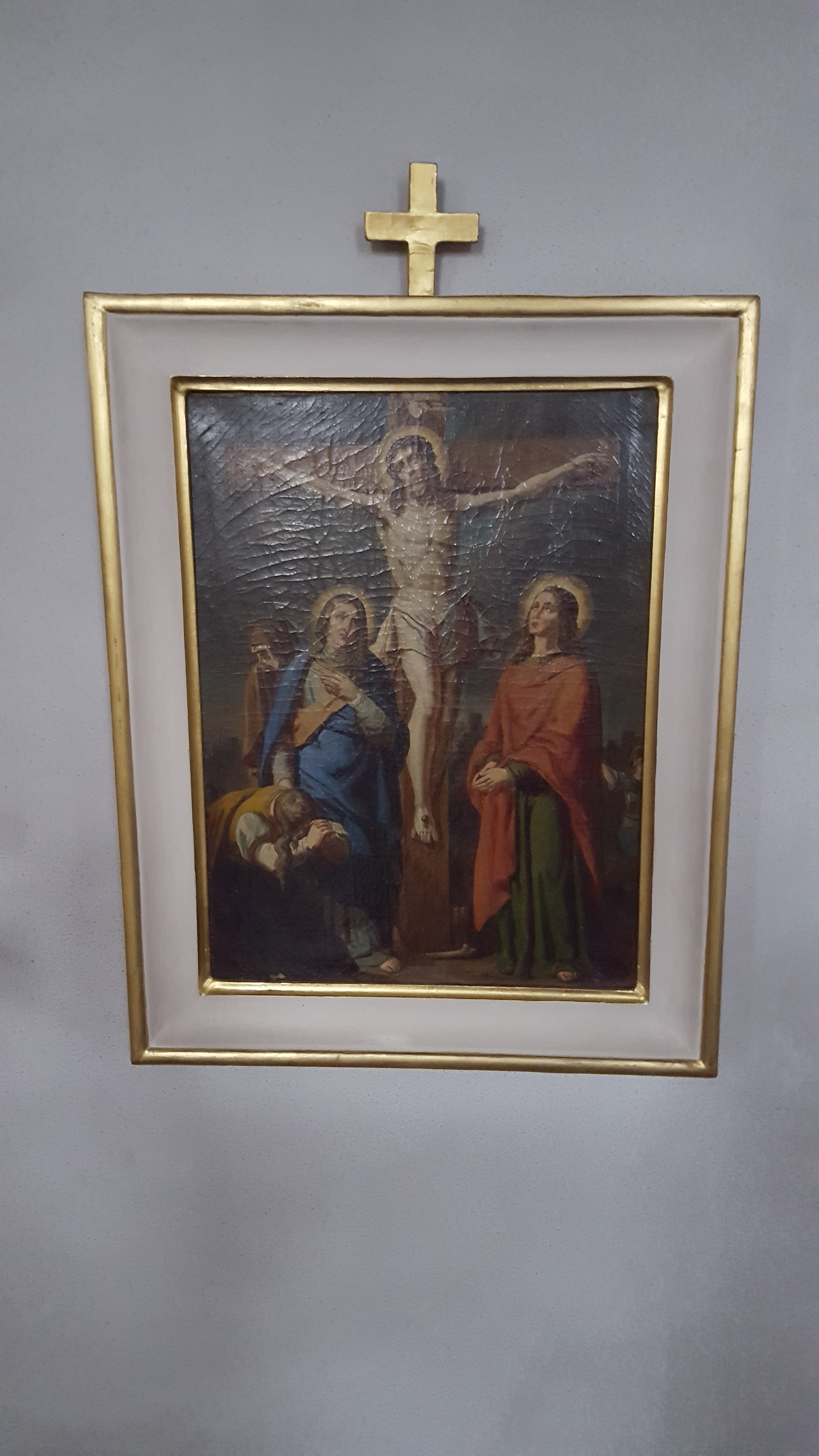
XII. Jesus stirbt am Kreuze
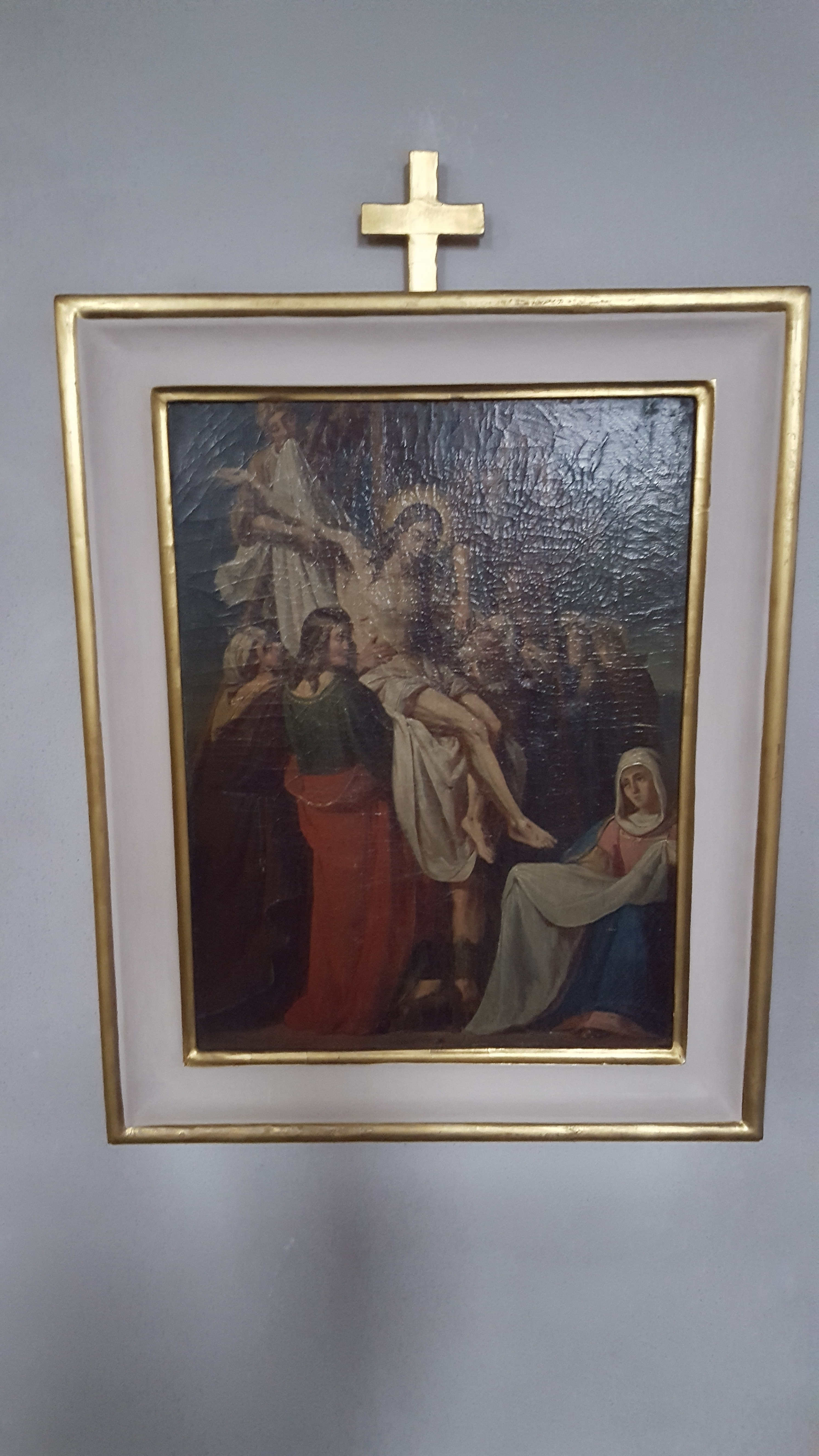
XIII. Der Leichnam Jesu wird vom Kreuze abgenommen
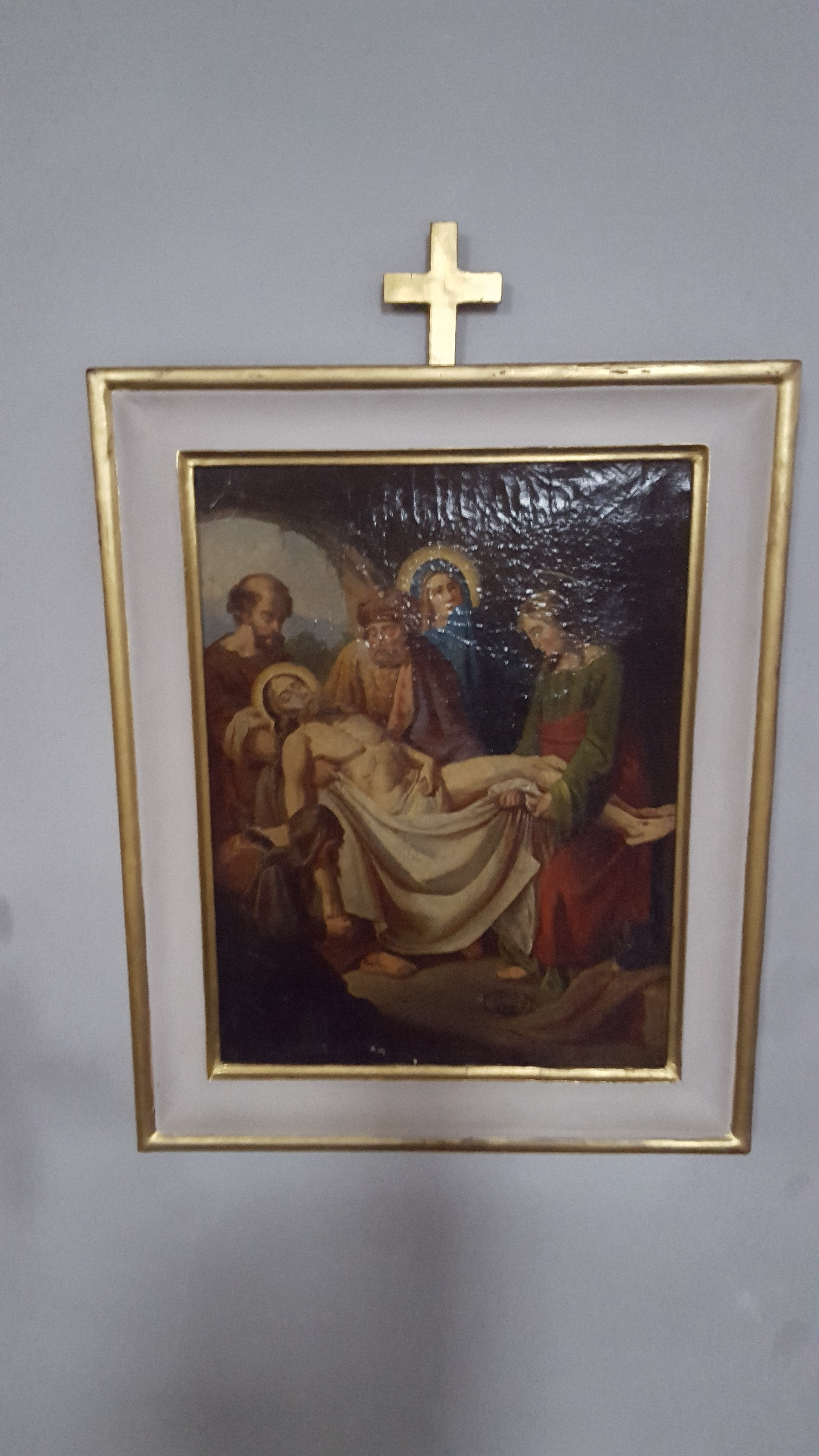
XIV. Jesus wird in das Grab gelegt